# 90분
"90분"(90 minutes)은 대한민국의 스릴러 영화이다.

## 캐스팅
- 주상욱 - 상희 역
- 장미인애 - 혜리 역
- 고정민 - 정연 역
- 권민 - 재우 역
- 신하연 - 보라 역
- 김태정 - 홍련 역
- 이태훈 - 철균 역
- 반민정 - 윤 기자 역
- 한제인 - 명선 역
- 독고영재 - 민 회장 역
- 윤서현 - 김 국장 역
- 김경룡 - 차 회장 역
- 오정태 - CF 감독 역
- 윤진하 - 윤호 역
- 곽현 - 미쓰비시 상무 역
- 이지혜 - 예리 역 (특별출연)